# Devětsil lékařský

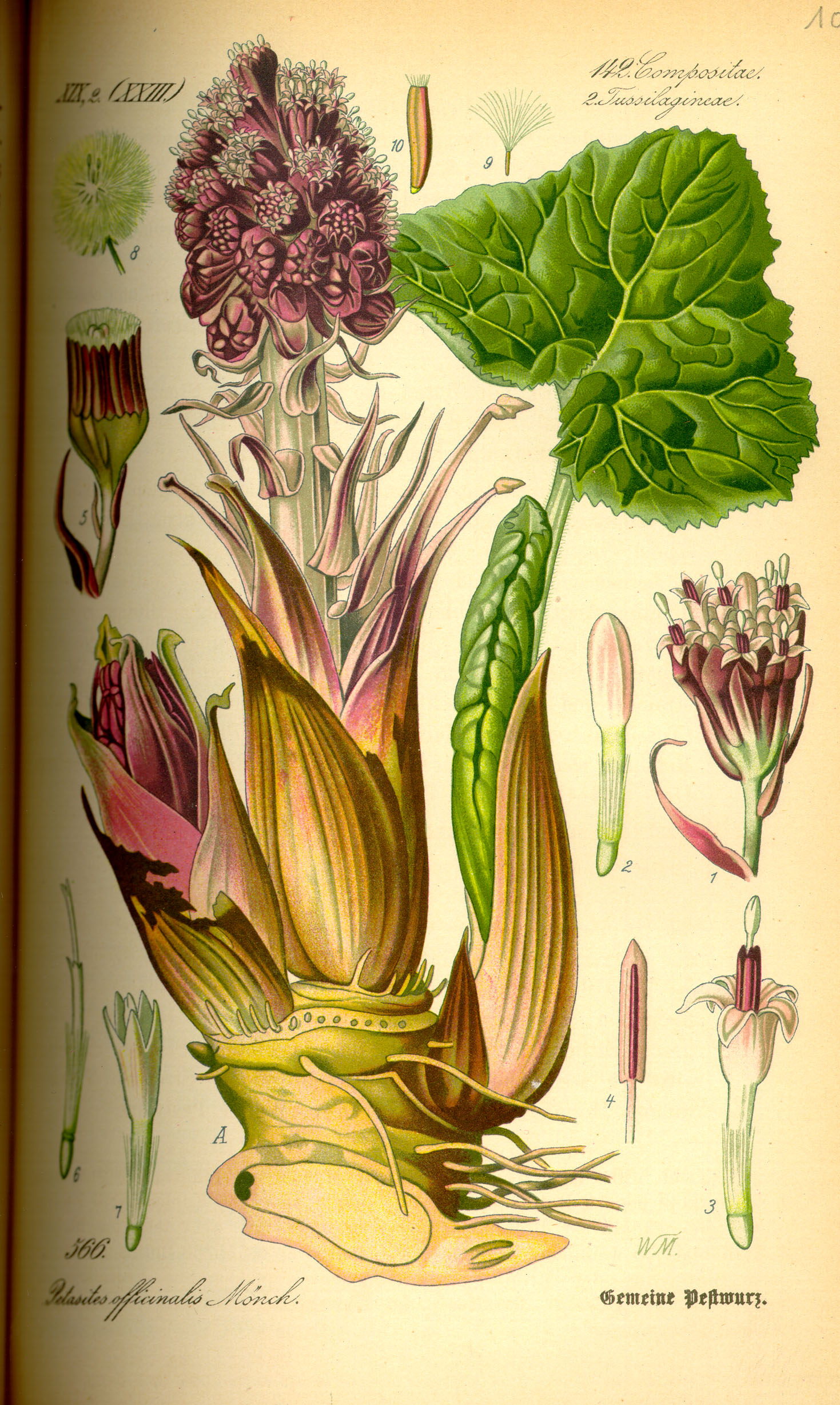
Devětsil lékařský

Devětsil lékařský (Petasites hybridus) je vytrvalá rostlina z čeledi hvězdnicovitých.

## Popis
Devětsil lékařský je vytrvalá, až 50 cm vysoká rostlina se silným oddenkem, ze kterého již počátkem března vyhání tlusté, duté, masově červené, šedoplstnaté, šupinaté lodyhy, ukončené květy v hroznovitých úborech. Jazykové i trubkovité květy jsou špinavě purpurové až bledě růžové a hezky voní. Listy vyrůstají až po odkvětu, jsou dlouze řapíkaté s nápadně velkou, trojhranně srdčitou, mělce zubatou čepelí, která mnohdy dosahuje rozpětí až 50 cm. Jsou to jedny z největších listů mezi rostlinami vyskytujícími se běžně v Česku. Čepel je v mládí na rubu jemně plstnatá, později se tato plst ztrácí. Kvete od března do května.

## Areál rozšíření
Roste v téměř celé Evropě, dále roste v západní a severní Asii. V ČR hojně zejména ve vyšších polohách.

## Stanoviště
Rostlina dává přednost vápenci. Roste na vlhkých až silně podmáčených loukách, březích potoků, v říčních nivách, řidčeji i v příkopech a při okrajích cest, vždy však na vlhkých půdách, zejména v podhorských a horských oblastech.

## Obsahové látky
Oddenek obsahuje silici (asi 0,1%), hořčiny, sliz, třísloviny, petasin (asi 1%), isopetasol, inulin, fenol, cholin, sloučeniny síry, kyselinu angelikovou a minerální soli, v květech je navíc přítomna kyselina tanová a dextrin.

## Použití

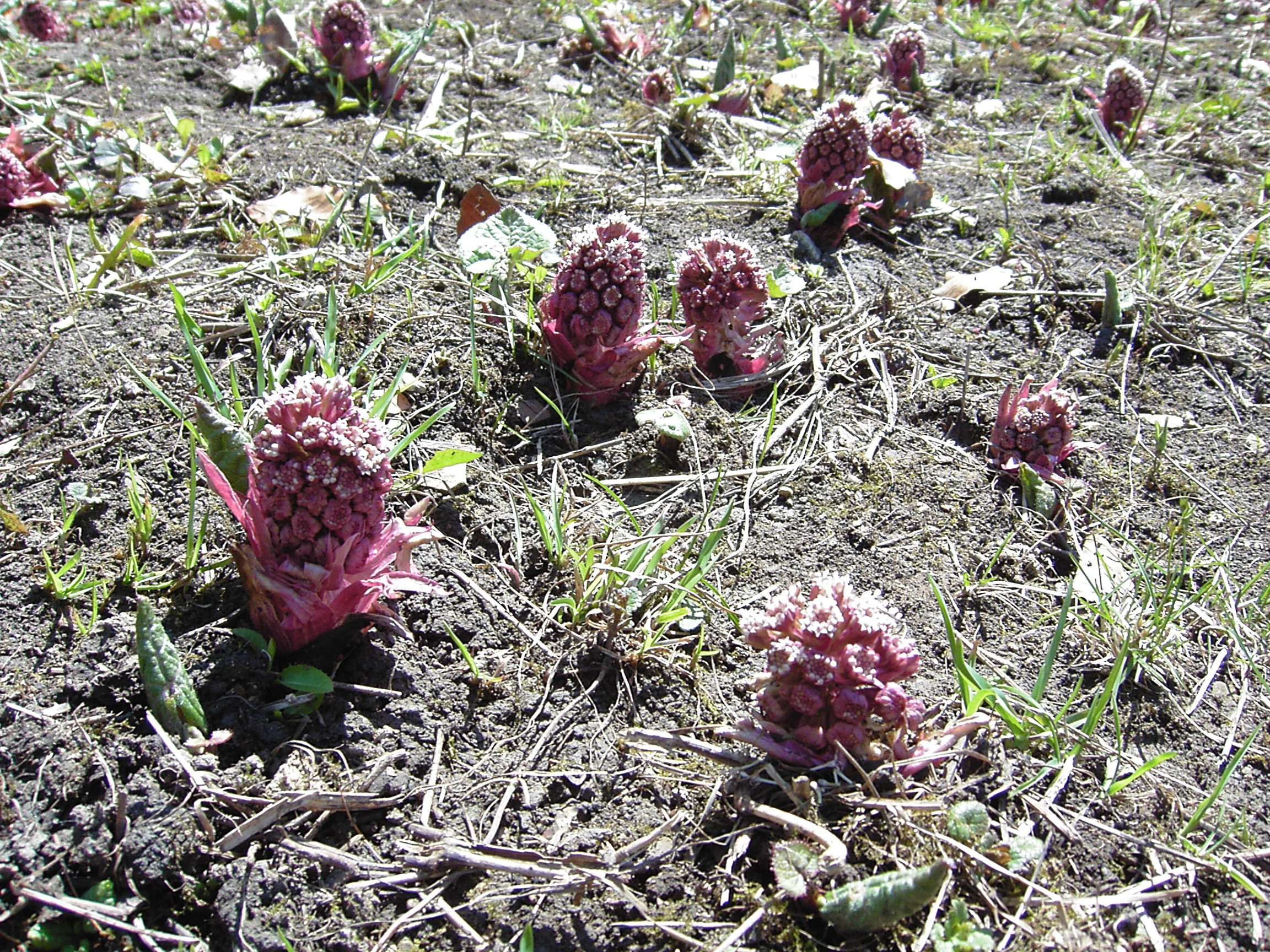
Devětsil lékařský v PR Bílé potoky

Devětsil lékařský je léčivá rostlina. Sbírá se oddenek na jaře před rozvitím květů, suší se při 40 °C. Kdysi se devětsilu přisuzovala léčebná síla proti moru a jak název napovídá, přikládal se mu velký význam. Dnes se občas využívá v lidovém léčitelství jako náhrada podbělu.
Droga působí protikřečově zejména při chorobách dýchacích cest (kašel, chrapot), ale i při křečích žaludku, močového ústrojí či žlučníku, výrazně utišuje kašel, osvědčila se při astmatu, dně, reguluje látkovou výměnu, působí protirevmaticky, močopudně a proti zácpě. Čerstvé, jemně naklepané listy se užívají jako obklady na odřeniny či při výronu kloubu, kořene se zejména v minulosti užívalo proti střevním parazitům (hlístům). Jako lék se připravuje buď čaj z listů nebo se vaří ve víně s medem prášek ze sušených oddenků.
V Česku roste ještě několik dalších druhů devětsilů nepoužívaných však ani v lidovém léčitelství. Nejranější z nich, devětsil bílý, vykvétá ještě na sněhu.